# Haloragales
Haloragales é um táxon de dicotiledóneas pertencente à categoria de ordem, que foi utilizado pelo sistema de classificação de Cronquist  e abandonado nos sistemas de clasificação actuais (como o APG 1998
; su sucesor APG II 2003
; e o mais actualizado APW
). 

## Taxonomia
No sistema de classificação de Cronquist, de 1981, a ordem pertencia à subclasse Rosidae e era composta por duas famílias:
- Haloragaceae (a maioria das espécies, 9 géneros, hoje em dia na ordem Saxifragales)
- Gunneraceae (um só género, sul-americano, Gunnera, hoje em dia na ordem Gunnerales, uma ordem basal de eudicotiledóneas)

Actualmente (APG, APG II, APW) a ordem já não se utiliza.

## Características
Herbáceas. Perianto reduzido ou nulo, estiletes livres; sementes com endosperma. Frutos indeiscentes. Hermafroditas e unissexuadas. Ovário ínfero com vários lóculos; com um óvulo por lóculo. A maioria aquáticas ou relacionadas com medis muito húmidos. Hidrofilia e anemofilia secundária.